# Цепочный карликовый гремучник
Цепочный карликовый гремучник, или массасауга (лат. Sistrurus catenatus) — ядовитая змея подсемейства ямкоголовых семейства гадюковых. Подвидов не выделяют.

## Этимология названия
Одно из названий получил в честь индейского племени миссиссогов и реки, на которой те проживали. Латинское название catenatus вероятно происходит от лат. catena (цепочка), что отсылает к характерному рисунку на спине, напоминающему звенья цепи.

## Внешний вид
Длина тела составляет 50—95 см. Тело от серого до оливково-коричневого цвета с тёмно-серыми или коричневыми пятнами на середине спины, и меньшими пятнами по бокам. За глазом проходит тёмная полоса.

## Распространение
Вид обитает в Северной Америке, на большей части территории США, в Канаде (юг провинции Онтарио), а также в северо-восточной Мексике (штат Нуэво-Леон).

## Образ жизни
Обитает как правило в прериях, на открытых лугах и болотах или (в более засушливых регионах) по берегам постоянных водоёмов.
Рацион отличается в различных частях ареала. Так, в западных популяциях взрослые особи питаются преимущественно грызунами, а молодые предпочитают ящериц, в то время как в северных популяциях все змеи независимо от возраста питаются лягушками. Иногда могут питаться другими змеями и многоножками. Несмотря на широкое распространение вида яд редко приводит к смертельным исходам, вызывая кровоизлияния и поражения нервных центров. Содержит прокоагулянты.